# Magnus Gustavsson Wasa

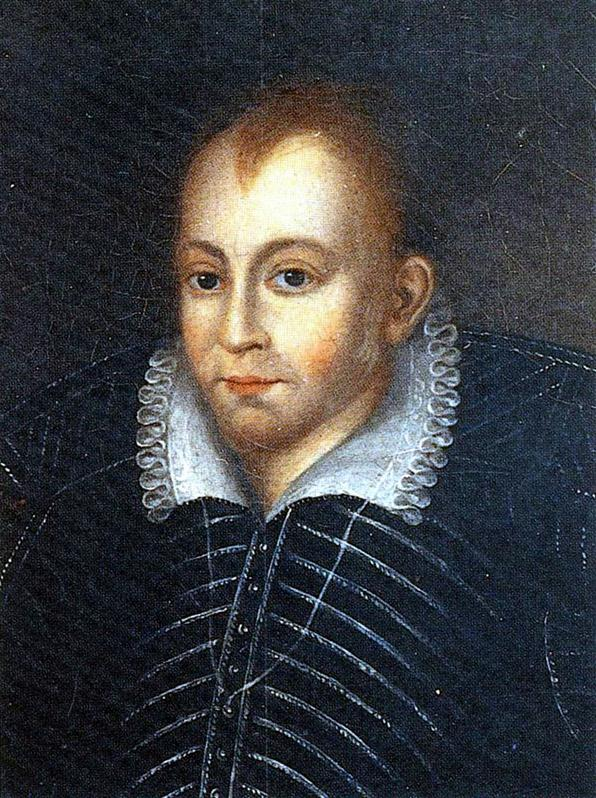
Herzog Magnus

Magnus Gustavsson Wasa (* 25. Juli 1542 in Stockholm; † 20. Juni 1595 in Kungsbro) war ein schwedischer Prinz und Herzog von Östergötland.

## Leben

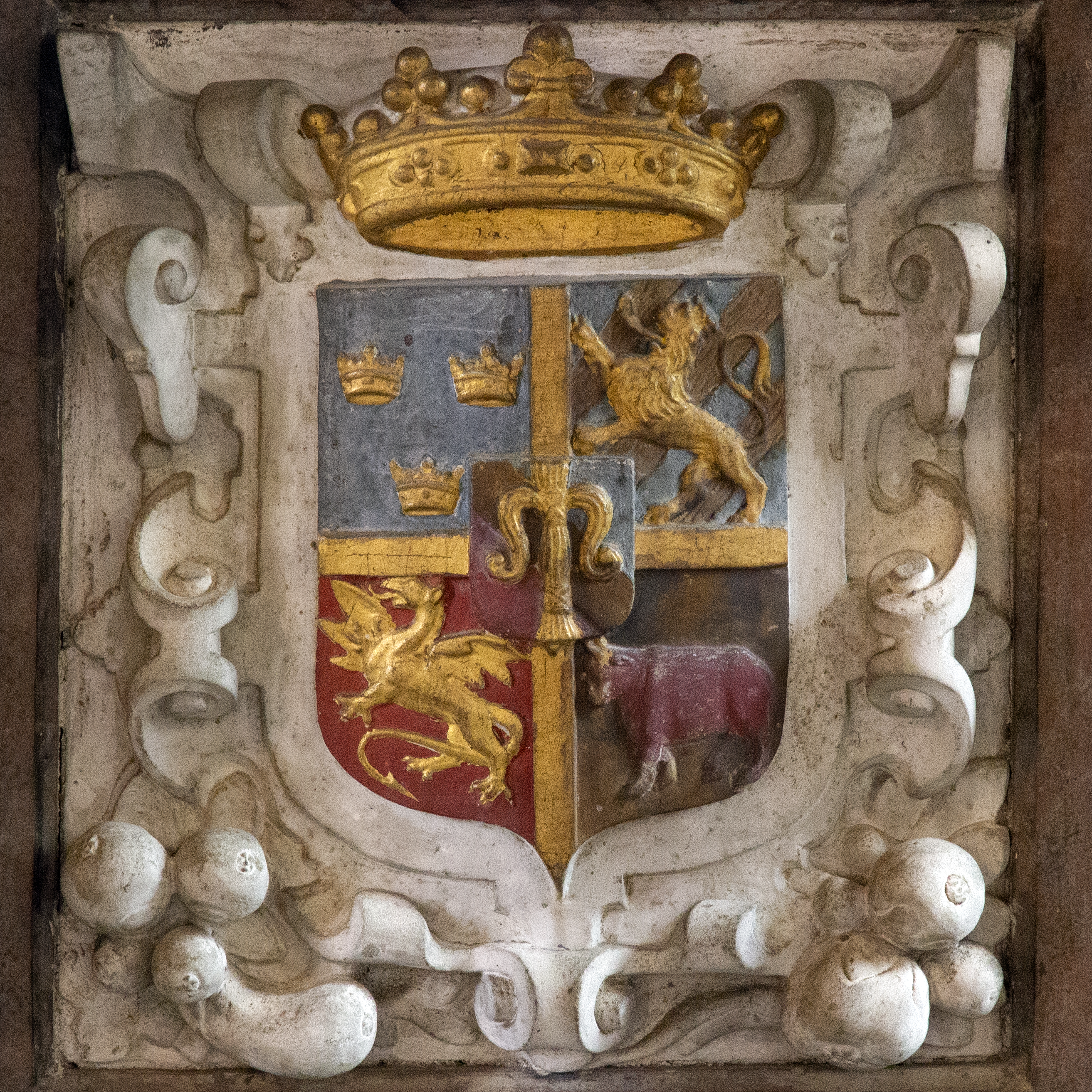
Wappen des Herzogs auf seinem Grabmal

Er entstammte der Wasa-Dynastie und war der dritte Sohn von König Gustav I. und der zweite Sohn von Margareta Eriksdotter Leijonhufvud.

### Thronfolgerecht und Wahnsinn
Magnus war der einzige von den erwachsenen Söhnen seines Vaters, der nicht König von Schweden wurde.
Der alte König Gustav († 1560) hatte in seinem Testament seinen übrigen Söhnen unter Erik XIV. als ihrem Lehnsherren erbliche Herzogtümer verliehen. Dabei wurde Magnus Herzog in Östergötland. Er trat das Erbe in seinem 19. Lebensjahr an und erhielt zudem die Titel schwedischer Erbfürst, Herzog zu Westanstång, Graf zu Dal und Wassbo. Westanstång meint dabei den Teil Östergötlands, der westlich vom Stångån liegt.
Seit 1563 zeigten sich bei ihm erste Anzeichen von Wahnsinn. Zum Ausbruch soll die Krankheit gekommen sein, als sein älterer Halbbruder König Erik XIV. ihn zwang, das über seinen ältesten Bruder Johann verhängte Todesurteil zu unterschreiben. Johann war nämlich 1563 des Landesverrats schuldig gesprochen und zum Tode verurteilt worden. Schließlich blieb er zwar nach hartnäckiger Gegenwehr am Leben, war aber seines Thronfolgerechts enthoben.
Durch Magnus’ sogenannte Blödsinnigkeit war 1563 nach seinem noch unverheirateten älteren Halbbruder König Erik sein jüngerer Bruder Karl in der Thronfolge der Nächste, da der älteste Bruder Johann eben nicht mehr thronfolgeberechtigt war.
Johann wurde aber 1568 nach dem Sturz seines älteren Halbbruders Erik doch König, und wegen des fortschreitenden Wahnsinns von Herzog Magnus wurde 1574 seinem älteren Bruder, nunmehr König Johann III., die Verantwortung für Magnus’ Lehen übertragen.
Seine letzten Jahre verbrachte der Herzog von Östergötland auf dem Herrenhof Kungsbro und auf Schloss Vadstena in Östergötland.
Eines Tages glaubte er, dort eine Meerjungfrau auf dem Wasser zu sehen. Bezaubert von der Schönheit der Nixe, die ihm zugewinkt haben soll, stürzte er sich kopfüber aus einem Fenster des Schlosses ins Wasser. Seine Wächter zogen ihn heraus, verletzt war er nicht. Darauf berichtete er, dass zwei ausgestreckte Arme ihn in seinem freien Fall aufgefangen hätten.

## Familie
Der Herzog von Östergötland war nie verheiratet, hatte aus verschiedenen Beziehungen aber drei legitimierte Kinder.
- Aus dem Konkubinat mit Valborg Eriksdotter stammte Lucretia Magnusdotter Gyllenhielm (1562–1624). 1586 heiratete sie den Christoffer von Warnstedt (1542–1627), nachmals schwedischem Statthalter. Kennengelernt hatten sie sich 1581 bei der Hochzeit von Lucretias Tante Elisabeth von Schweden mit Herzog Christoph zu Mecklenburg. Sie wurden Stammeltern des nun einzig lebenden schwedischen Zweiges der Familie von Warnstedt.[4]

- Mit seiner Geliebten Anna von Haubitz hatte er Helena Magnusdotter Gyllenhielm (1572–1630), die Wollmar Yxkull heiratete, den Hofmarschall des schwedischen Königs Karl IX., Magnus’ jüngeren Bruders.[5]

- Die Tochter mit einer Unbekannten hieß Virginia Magnusdotter Gyllenhielm.

Erbe seines Herzogtums Östergötland wurde sein Neffe Johann, der jüngste Sohn seines ältesten Bruders Johann III. und dessen zweiter Ehefrau Gunilla Bielke.